# Вардаман (Міссісіпі)
Вардаман (англ. Vardaman) — місто (англ. town) в США, в окрузі Калгун штату Міссісіпі. Населення — 1110 осіб (2020).

## Географія
Вардаман розташований за координатами 33°52′56″ пн. ш. 89°10′40″ зх. д. / 33.88222° пн. ш. 89.17778° зх. д. (33.882195, -89.177796).  За даними Бюро перепису населення США в 2010 році місто мало площу 3,51 км², уся площа — суходіл.

## Демографія
Згідно з переписом 2010 року, у місті мешкало 1316 осіб у 455 домогосподарствах у складі 313 родин. Густота населення становила 374 особи/км².  Було 493 помешкання (140/км²).
Расовий склад населення:
| - 47,3 % — білих - 28,2 % — чорних або афроамериканців - 0,1 % — корінних американців - 23,1 % — осіб інших рас |

До двох чи більше рас належало 1,3 %. Частка іспаномовних становила 33,8 % від усіх жителів.
За віковим діапазоном населення розподілялося таким чином: 32,5 % — особи молодші 18 років, 56,3 % — особи у віці 18—64 років, 11,2 % — особи у віці 65 років та старші. Медіана віку мешканця становила 29,9 року. На 100 осіб жіночої статі у місті припадало 101,5 чоловіків;  на 100 жінок у віці від 18 років та старших — 93,9 чоловіків також старших 18 років.
Середній дохід на одне домашнє господарство  становив 41 088 доларів США (медіана — 27 321), а середній дохід на одну сім'ю — 51 132 долари (медіана — 40 688). Медіана доходів становила 30 217 доларів для чоловіків та 25 859 доларів для жінок. За межею бідності перебувало 25,1 % осіб, у тому числі 37,5 % дітей у віці до 18 років та 16,7 % осіб у віці 65 років та старших.
Цивільне працевлаштоване населення становило 582 особи. Основні галузі зайнятості: виробництво — 35,9 %, освіта, охорона здоров'я та соціальна допомога — 25,1 %, сільське господарство, лісництво, риболовля — 13,4 %, роздрібна торгівля — 6,9 %.